# Calyptochloa
Calyptochloa C.E.Hubb é um género botânico pertencente à família Poaceae, subfamília Panicoideae, tribo Paniceae.
O gênero apresenta uma única espécie. Ocorre na Australásia.

## Espécie
- Calyptochloa gracillima C.E. Hubb.